# Estadio Sant'Elia
El Estadio Sant'Elia fue un estadio de fútbol, situado en la ciudad de Cagliari, capital de la Cerdeña en Italia. Su dirección es Via Vespucci, 09126 Cagliari.